# 137 (число)
137 (сто тридцать семь) — натуральное число, расположенное между числами 136 и 138. Оно является 33-м простым числом, а относительно их последовательности расположено между 131 и 139.

## В физике
Постоянная тонкой структуры — 1/137, описывает вероятность фундаментального физического процесса: поглощения или излучения электроном фотона и обозначается первой буквой греческого алфавита, альфа: α.
Основываясь на релятивистском уравнении Дирака американский физик Ричард Фейнман предположил, что элемент с атомным номером больше 137 не сможет существовать.

## В математике
- 33-е простое число.
- 137 — является нечётным трёхзначным числом.
- Сумма цифр этого числа — 11
- Произведение цифр этого числа — 21
- Квадрат числа 137 — 18769

## Другое
- Молекула хлорофилла состоит из 137 атомов.
- В сериале «Вспомни, что будет» люди во всем мире отключаются на 2 минуты 17 секунд, что составляет 137 секунд.
- У писателя-фантаста С. Лема есть рассказ «137 секунд», посвящённый возможностям предсказания событий с помощью компьютерной сети (прототип современных сетей — Интернета и т. п.). В мультсериале "Рик и Морти" ключевые имеют номер реальности - 137.

## В других областях
- 137 год.
- 137 год до н. э.
- NGC 137 — линзообразная галактика (S0) в созвездии Рыбы.